# Холманы (Вологодская область)
Холманы — деревня в Устюженском районе Вологодской области.
Входит в состав Никольского сельского поселения, с точки зрения административно-территориального деления — в Никольский сельсовет.
Расстояние по автодороге до районного центра Устюжны — 32 км, до центра муниципального образования деревни Никола — 4 км. Ближайшие населённые пункты — Богуславль, Петрово, Погорелка.
По данным переписи в 2002 году постоянного населения не было.